# Jimmy Lai
Lai Chee-Ying (en chino: 黎智英, nacido el 8 de diciembre de 1947), más conocido como Jimmy Lai, es un emprendedor y activista social hongkonés. Es fundador de varias empresas, entre ellas el periódico prodemocracia Apple Daily.
Es conocido por ser uno de los principales mecenas del campo prodemocracia. Además de su nacionalidad hongkonesa, Lai también es un ciudadano británico desde 1996.
Un prominente crítico del Partido Comunista Chino, Lai ha sido arrestado en numerosas ocasiones, más recientemente el 10 de agosto de 2020, acusado de violar la nueva Ley de Seguridad Nacional de Hong Kong, un arresto que atrajo críticas mundiales.

## Actividades políticas en Hong Kong
Lai es considerado uno de los más fuertes contribuyentes al campo prodemocracia de Hong Kong. A través de su empresa de indumentaria Giordano, ha distribuido camisetas con las caras de los líderes estudiantiles de varias protestas impresas en ellas. Su apoyo al campo prodemocracia se ha convertido desde entonces a escrutinio por parte del gobierno chino.
El 13 de diciembre de 2014, Lai fue arrestado por participar en las protestas de aquel año y se ha convertido desde entonces el blanco de varias amenazas, incluyendo machetes, hachas y mensajes amenazantes siendo dejados en la puerta de su residencia. También fue atropellado adrede por un vehículo y su hogar ha sido atacado con bombas molotov en varias ocasiones, más recientemente en 2019.
En la madrugada del 12 de enero de 2015, dos hombres enmascarados arrojaron bombas de petróleo a su casa así como a una de sus empresas. Los atacantes escaparon en automóviles que luego también fueron incendiados. Ese ataque fue condenado como un "ataque a la libertad de prensa".
El 28 de febrero de 2020, Lai fue arrestado nuevamente, esta vez por "asamblea ilegal" debido a su participación en las protestas en Hong Kong de 2019-2020 y por intimidación de un reportero. El 18 de abril de 2020 fue arrestado otra vez por organizar, participar y/o publicitar asamblea ilegal durante los meses de agosto a octubre de 2019.

## Ley de Seguridad Nacional y arresto

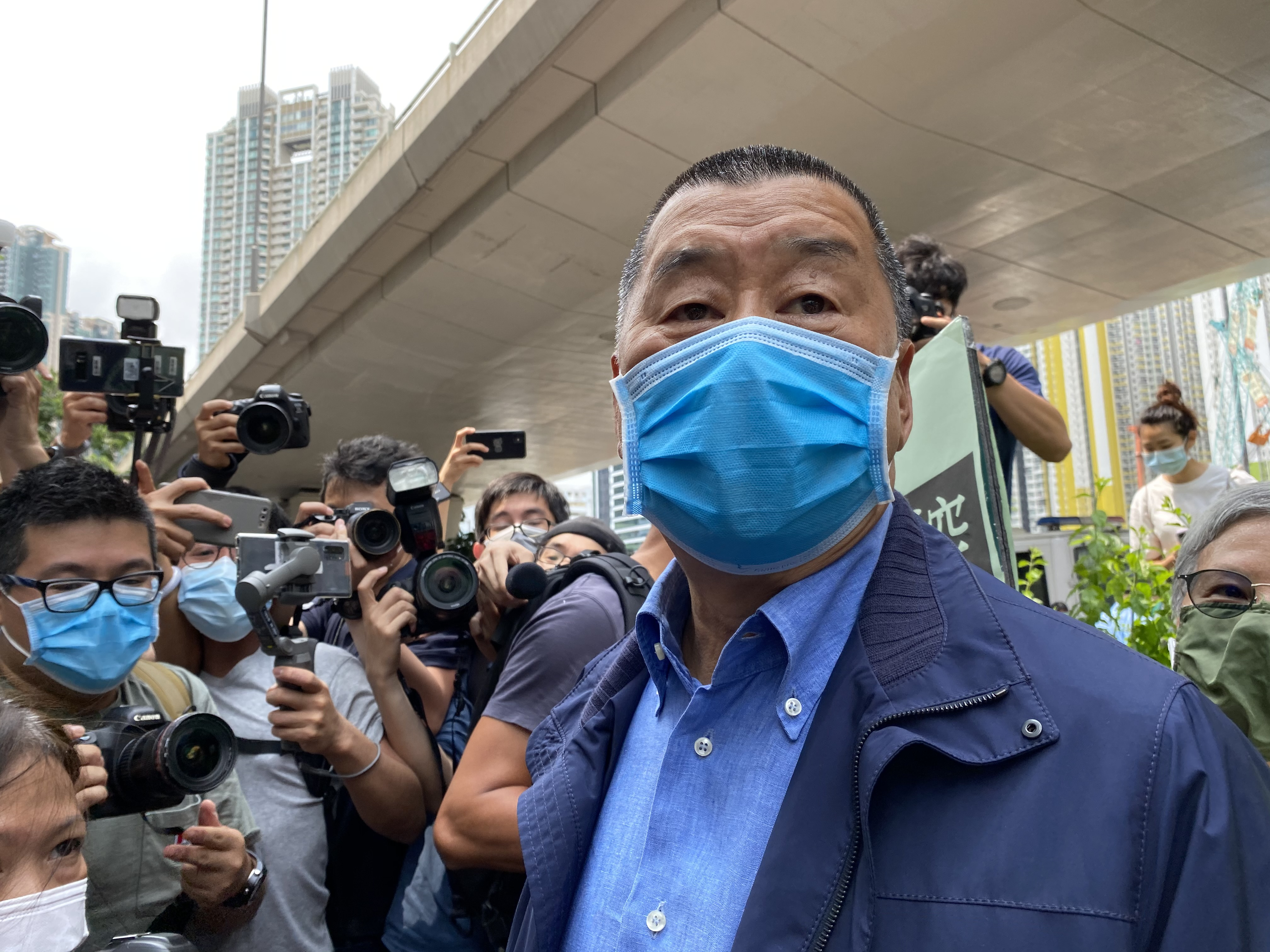
Jimmy Lai en camino a la corte, diciembre de 2020

El 30 de junio de 2020 se aprobó la Ley de Seguridad Nacional de Hong Kong tras ser aprobada por el parlamento chino y por el Consejo Legislativo de Hong Kong. Antes de aprobarse la ley, Lai dijo que la ley significada "una sentencia de muerte para Hong Kong" y dijo que dicha ley "destruiría el funcionamiento de la ley en el territorio".
El 10 de agosto de 2020, la policía de Hong Kong lo arrestó bajo el cargo de "colusionar con fuerzas extranjeras", lo que es un crimen bajo la nueva ley de seguridad nacional. También fue arrestado y acusado de fraude. Otros empleados de su empresa de medios fueron arrestados y las casas suya y de su hijo fueron cacheadas. Luego ese día, alrededor de 200 oficiales de policía, llevaron a cabo una redada en las oficinas del Apple Daily y secuestraron documentación, mientras que el banco HSBC congeló su cuenta bancaria.
La Oficina de Asuntos de Hong Kong y Macau, un departamento del gobierno chino, recibió con agrado el arresto de Lai y pidió que sea "severamente castigado". Varias organizaciones de abogados, empresas, medios y el exgobernador británico de Hong Kong Chris Patten denunciaron su arresto como un "grave asalto a la libertad de expresión".
Tras ser liberado bajo fianza, Lai se reportó a la policía el 2 de diciembre de 2020, pero fue inmediatamente arrestado por fraude. Tras 48 horas detenido, la Corte de Apelaciones le denegó fianza y Lai estará bajo arresto al menos hasta abril de 2021 bajo la acusación de corrupción financiera.
El 11 de diciembre de 2020, Lai fue formalmente acusado de "confabulación con fuerzas extranjeras" con el objetivo de "poner en peligro la seguridad nacional", un cargo que podría acarrear una sentencia de cadena perpetua.